# Granatkaster
En granatkaster er et våben, som kaster en granat længere og mere præcist end en soldat kan. Granatkastere findes som separate håndvåben, som tilbehør til stormgeværer og som støttevåben på forskellige typer affutager. Granatkastere anvendes også af politiet til tåregasgranater.
Eksempler på separate håndvåben er den amerikanske enkeltskuds M79 og den tyske HK69A1.  Eksempler på tilbehør til stormgeværer er amerikanske M203 og tyske Heckler & Koch AG36. Eksempler på fastmonterede støttevåben er amerikanske Mk 19 og russiske AGS-30.
De almindeligste kalibre på granatkastere er 40 mm for vestlige våben og 30 mm i den tidligere østblok.

## Billedgalleri
- M4 (karabin) med M203-granatkaster
- Granatkastere fra 1800-tallet
- Politi affyrer tåregasgranater
- Granatkaster til Bell AH-1 Cobra-kamphelikopter
- M79 i Vietnamkrigen